# Oberbergkirchen
Oberbergkirchen è un comune tedesco di 1 654 abitanti, situato nel land della Baviera.